# 石川牧子
石川 牧子（いしかわ まきこ、1949年11月12日 - ）は、日本のアナウンサー（日本テレビ → フリー）、元仙台大学客員教授、拓殖大学客員教授、財団法人日本ゲートボール連合理事。

## 人物
山形県鶴岡市生まれ。酒田市立第三中学校卒業。山形県立酒田東高等学校2年時に宮城県仙台市へ転居した。東京女子大学短期大学部英語科卒業。
アナウンス部在籍時は報道からスポーツ、バラエティまで幅広く出演し、日本テレビの女性アナウンサーの看板的な存在だった。「元祖どっきりカメラ」、「アメリカ横断ウルトラクイズ」といった看板番組の司会を長きにわたり担当した。
現場からデスク職についてからはキー局では初めての女性アナウンス部長としても話題となったが、前任の舛方勝宏から引き継がれた新人アナウンサーへの厳しい指導は度々日本テレビの特番でも放送された。この指導姿勢は鷹西美佳や豊田順子等の後輩にも引き継がれている。
私生活では30代で顎関節症を患った他、40代からは両親の介護で実家のある仙台と東京を往復する等の苦労を味わった。この体験を基にした著作物も出版（後述）と講演活動も行っている。
2014年6月から日テレイベンツ顧問（非常勤）。医療法人社団RMDCC理事、NPO法人日本マナー・プロトコール協会理事、公益財団法人日本ゲートボール連合理事、日本アビリティーズ協会評議員、東京女子大学評議員も務める。フリーアナウンサーとしてはコーラスグループ「FORESTA」コンサートの専属や講演や舞台などでの司会も務める。

## 略歴
- 1970年 - 東京女子大学短期大学部英語科卒業後に日本テレビ入社。
- 1980年 - アフガニスタン女性難民の取材に西側で初めて成功。
- 1991年 - 『世界陸上東京大会』で、女子10キロの競歩の実況を担当。
- 1996年 - アナウンス部次長。
- 1997年 - アナウンス部長（在京テレビ局では女性初）。
- 2001年6月 - 日本テレビエンタープライズ常務取締役日本テレビアナウンスカレッジ学長。
- 2005年 - 日本テレビエンタープライズ常務取締役日テレ学院長（組織改編による）。
- 2007年 - 日テレイベンツ常務取締役日テレ学院長（組織改編による）。
- 2010年6月22日 - PON!にて久々のテレビ出演。
- 2014年6月 - 日テレイベンツ非常勤顧問に就任（数年後に退任）。フリーアナウンサーとして同月22日の『人生が変わる1分間の深イイ話』、翌月16日のTBSラジオ『赤江珠緒 たまむすび』（14時台「ピークを探せ!」コーナーのゲスト）[8][9][10]に出演。

## 著作物
- 『言葉って生きているから面白い』 2003年 ワニブックス ISBN 4-8470-1497-9
- 『お母ちゃんが起きられなくなった - パーキンソン病との七年間の闘い』 2003年 小学館 ISBN 4-09-405821-4
- 『先生、切ってください！ これからの人生のために』 2003年 音羽出版 ISBN 4-901007-15-7
- 『自分らしく生きるということ』 2006年 富山県女性財団
- 『あなたの言葉はなぜ相手を動かすことができないのか?』 2010年 ワニブックス ISBN 978-4-8470-6513-2

## 出演
- ミユキ野球教室
- 元祖どっきりカメラ
- こんちゃんのトンカチうたじまん
- NNNジャストニュース（1978年4月 - 1980年3月）キャスター
- 横浜国際女子駅伝 - 実況
- 新体操ワコールカップ - 実況
- 実践ゲートボール - 実況
- Dr.龍の世界基準の笑顔を作るスマイルワークアウト（2015年10月 - 2016年3月[11]、ラジオ日本）司会[12]
- 不動産の歴史に学ぶ!ワンルームマンション投資（2016年2月 - 3月、BS12 TwellV）キャスター[13]
- フォレスタコンサート - 司会

### 特別番組
- 日本民謡大賞
- アメリカ横断ウルトラクイズ（1977年 - 1988年）高島忠夫とスタジオパート司会担当
- 全日本人文字コンテスト
- BS日本・こころの歌 スペシャルコンサート大阪2011（BS日テレ）司会
- BS日本・こころの歌 スペシャルコンサート東京2012（BS日テレ）司会